# Stefan Meister

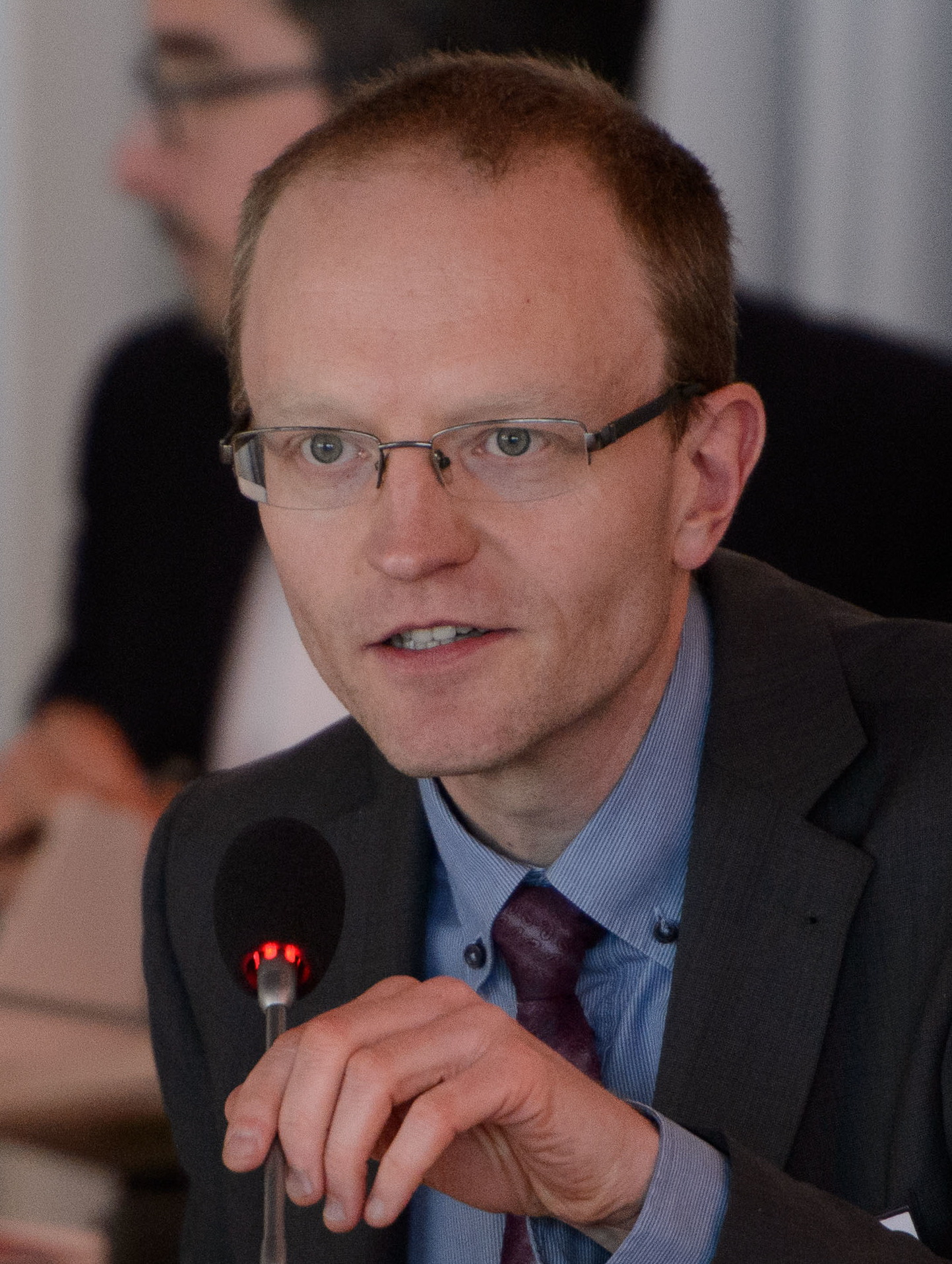
Stefan Meister, 2014

Stefan Meister (* 1975) ist ein deutscher Politikwissenschaftler.

## Werdegang
Stefan Meister studierte Politikwissenschaft und Osteuropäische Geschichte an den Universitäten Jena, Leipzig und Nischni Nowgorod. Von 2004 bis 2007 forschte er an der Friedrich-Schiller-Universität Jena, wo er 2007 zum Thema der Transformation des russischen Wissenschafts- und Hochschulwesens promovierte. 
Von Januar 2017 bis März 2019 war Meister Leiter des Robert Bosch-Zentrums für Mittel- und Osteuropa, Russland und Zentralasien, das von der Deutschen Gesellschaft für Auswärtige Politik (DGAP) gefördert wird. Von Juli 2019 bis Juli 2021 war Meister Büroleiter für die Südkaukasus-Region bei der Heinrich-Böll-Stiftung in Tiflis. Er ist Leiter des Zentrums für Ordnung und Governance in Osteuropa, Russland und Zentralasien der DGAP.

## Publikationen (Auswahl)

### Monographien
- Das postsowjetische Universitätswesen zwischen nationalem und internationalem Wandel. Stuttgart 2012.
- Recalibraiting Germany’s and EU’s policy in the South Caucasus. Forschungsinstitut der DGAP, Berlin 2010.
- Growth without sustainability. Forschungsinstitut der DGAP, Berlin 2009.
- Multipolare Rhetorik vs. unilaterale Ambitionen. Forschungsinstitut der DGAP, Berlin 2009.
- Das postsowjetische Universitätswesen zwischen nationalem und internationalem Wandel. Ibidem-Verlag, Stuttgart 2008.
- Russische Wirtschaftspolitik zwischen Staat und Markt. Forschungsinstitut der DGAP, Berlin 2008.

### Herausgeberschaft
- Understanding Russian communication strategy. Institut für Auslandsbeziehungen, Stuttgart 2018.
- Economization versus power ambitions. Nomos, Baden-Baden 2013.